# Поморский, Адам
Адам Поморский (пол. Adam Pomorski; род. 16 мая 1956, Варшава) — польский поэт, историк литературы, эссеист, переводчик.

## Биография и труды
Окончил Институт социологии Варшавского университета. Автор трудов о русской культуре и словесности, составитель и комментатор многих изданий русской, украинской, белорусской литературы на польском языке.
Переводит поэзию и прозу с английского, немецкого, русского, украинского и белорусского (Блейк, Китс, Йейтс, Т. С. Элиот, Гёте, Рильке, Пушкин, Достоевский, Чехов, Бунин, Ремизов, Вяч. Иванов, Хлебников, Есенин, Волошин, Гумилёв, Ахматова, Мандельштам, М. Цветаева, Б. Лившиц, Тынянов, Вагинов, Хармс, Введенский, Замятин, Шаламов, В. Гроссман, Наталья Горбаневская, Асар Эппель, Жилка, Владимир Некляев, Андрей Хаданович и др.).
С 1999 — вице-президент Польского ПЕН-Клуба, с 2010 возглавляет Польский ПЕН-Клуб (). Доктор гуманитарных наук по специальности Литературоведение (2011).

## Публикации на русском языке
- Пустое место/ Пер. В.Британишского// Польские поэты XX века: Антология. Т.2. — СПб.: Алетейя, 2000. — С. 497—500.
- Поморский об Ахматовой
- Мандельштам в Польше/ Пер. Нат. Горбаневской// Иностранная литература. — 2011. — № 10. — С. 246—254.
- Поморский о Нат. Горбаневской
- Поморский о польских мифах и польском театре

## Награды и премии
- Кавалер ордена «За заслуги перед Литвой» (3 июля 2020 года, Литва)[2].
- Почётный знак МИД Польши «Bene Merito» (2012).
- Международная отметина имени отца русского футуризма Давида Бурлюка[3]
- Премии журнала «Literatura na Świecie» (1983, 1985, 2008), Товарищества переводчиков Польши (1994, 1998), польского ПЕН-Клуба за переводческую деятельность (1994), Министра культуры Польши (2006), премия имени Норвида (2008) и др.